# Os Gruberi
Het os Gruberi of ossiculum Gruberi is de naam voor een zeer zeldzaam voorkomende extra botverdichting. Het is gelegen aan de palmaire zijde van de handwortelbeentjes, tussen het os capitatum, het os hamatum en het derde en vierde middenhandsbeentjes in. Het extra botje komt zo zelden voor, dat de benaming ervan nog steeds een eponiem is en het nog geen officiële wetenschappelijke naam heeft gekregen. Het botje is vernoemd naar de anatoom Wenzel Gruber (1814-1890), die het botje voor het eerst beschreef.
Op röntgenfoto's wordt een os Gruberi soms onterecht aangemerkt als afwijkend, aangedaan botdeel of als fractuur. Als het wel als extra botje wordt herkend, is onderscheid met een os capitatum secundarium, dat aan dorsale zijde tussen het os capitatum, het os hamatum en het derde en vierde middenhandsbeentje gelegen is, soms moeilijk.